# България на зимните олимпийски игри 1968
България участва на зимните олимпийски игри в Гренобъл през 1968 година, като това е седмата зимна олимпиада, на която страната взима участие.

## Ски алпийски дисциплини
Мъже
| Спортист      | Събитие          | Състезание 1 | Състезание 1 | Състезание 2 | Състезание 2 | Общо    | Общо  |
| Спортист      | Събитие          | Време        | Място        | Време        | Място        | Време   | Място |
| ------------- | ---------------- | ------------ | ------------ | ------------ | ------------ | ------- | ----- |
| Петър Ангелов | спускане         |              |              |              |              | 2:18.71 | 63    |
| Петър Ангелов | гигантски слалом | 1:59.87      | 67           | 2:01.96      | 66           | 4:01.83 | 64    |

Мъже слалом
| Спортист      | Старт 1 | Старт 1 | Старт 2 | Старт 2 | Финал   | Финал | Финал   | Финал | Финал   | Финал |
| Спортист      | Време   | Място   | Време   | Място   | Време 1 | Място | Време 2 | Място | Общо    | Място |
| ------------- | ------- | ------- | ------- | ------- | ------- | ----- | ------- | ----- | ------- | ----- |
| Петър Ангелов | DNF     | –       | 57.60   | 1 QF    | 1:00.72 | 43    | 58.07   | 28    | 1:58.79 | 29    |

## Ски бягане
Мъже
| Събитие | Спортист     | Състезание | Състезание |
| Събитие | Спортист     | Време      | Място      |
| ------- | ------------ | ---------- | ---------- |
| 15 км   | Петър Панков | 50:54.1    | 25         |
| 30 км   | Петър Панков | 1'41:42.9  | 26         |

Жени
| Събитие | Спортист         | Състезание | Състезание |
| Събитие | Спортист         | Време      | Място      |
| ------- | ---------------- | ---------- | ---------- |
| 5 км    | Роза Димова      | 19:05.6    | 33         |
| 5 км    | Цветана Сотирова | 18:27.3    | 31         |
| 5 км    | Величка Пандева  | 18:23.7    | 30         |
| 5 км    | Надежда Василева | 17:58.7    | 24         |
| 10 км   | Величка Пандева  | 43:26.3    | 31         |
| 10 км   | Роза Димова      | 43:18.4    | 29         |
| 10 км   | Цветана Сотирова | 42:16.5    | 28         |
| 10 км   | Надежда Василева | 41:25.8    | 27         |

Жени 3 x 5 км щафета
| Спортисти                                         | Състезание | Състезание |
| Спортисти                                         | Време      | Място      |
| ------------------------------------------------- | ---------- | ---------- |
| Величка Пандева Надежда Василева Цветана Сотирова | 1'05:35.7  | 8          |